# 西九州大学の人物一覧
西九州大学の人物一覧（にしきゅうしゅうだいがくのじんぶついちらん）は、西九州大学に関係する人物の一覧記事。

## 著名な教職員
- 坂田期雄 - 地域福祉

## OB・OG

### 学者
- 加治屋勝子 - 農芸化学
- 泉賢祐 - 社会福祉学

### 芸能
- 村上隆二 - ラジオパーソナリティ
- 柳家福多楼 - 落語家
- 渡瀬浩則 - ロックバンド「SKUNK SHOT BOOSTER」初代ベース
- 横尾尚人 - 「SKUNK SHOT BOOSTER」現ベース

### スポーツ
- 大谷桃子 - 女子テニス選手（車いすテニス）

### その他
- 大野剛浩 - 料理人
- 武富勝彦 - 農家
- 山田ハウス（YouTuber）-山田、佐保（中退）

この項目は、ウィキプロジェクト 大学のテンプレートを使用しています。